# Tkaničnicovití
Tkaničnicovití (Trichiuridae) jsou čeleď paprskoploutvých ryb.

## Systematika
Za popisnou autoritu tkaničnicovitých je pokládán francouzsko-americký přírodovědec Constantine Samuel Rafinesque (1810). Tradiční systematika hodnotila tkaničnicovité jako zástupce řádu ostnoploutvých (Perciformes), sběrné skupiny redefinované s nástupem molekulární fylogenetiky. Novější systematika tkaničnicovité klade do řádu Scombriformes, jenž zahrnuje makrelovité (Scombridae) a příbuzné čeledi – přičemž tkaničnice vystupují jako sesterský taxon vůči pamakrelovitým (Gempylidae).
Níže následuje seznam platných rodů aktuální ke květnu 2025, jenž vychází z Eschmeyer's Catalog of Fishes a databáze WoRMS:
- podčeleď Aphanopodinae Gill, 1863
  - rod Aphanopus Lowe, 1839
  - rod Benthodesmus Goode & Bean, 1882
- podčeleď Lepidopodinae Gill, 1863
  - rod Assurger Whitley, 1933
  - rod Eupleurogrammus Gill, 1862
  - rod Evoxymetopon Gill, 1863
  - rod Lepidopus Goüan, 1770 (= Scarcina Rafinesque, 1810; Vandellius Shaw, 1803; Ziphotheca Montagu, 1811)
- podčeleď Trichiurinae Rafinesque, 1810
  - rod Demissolinea Burhanuddin & Iwatsuki, 2003
  - rod Lepturacanthus Fowler, 1905
  - rod Tentoriceps Whitley, 1948 (= Pseudoxymetopon Chu & Wu, 1962)
  - rod Trichiurus Linnaeus, 1758 (= Enchelyopus Bleeker, 1862; Lepturus Gill, 1861)

Řadu vyhynulých forem pak poskytuje fosilní záznam, vč. rodů Anenchelum a Eutrichiurides.

## Charakteristika

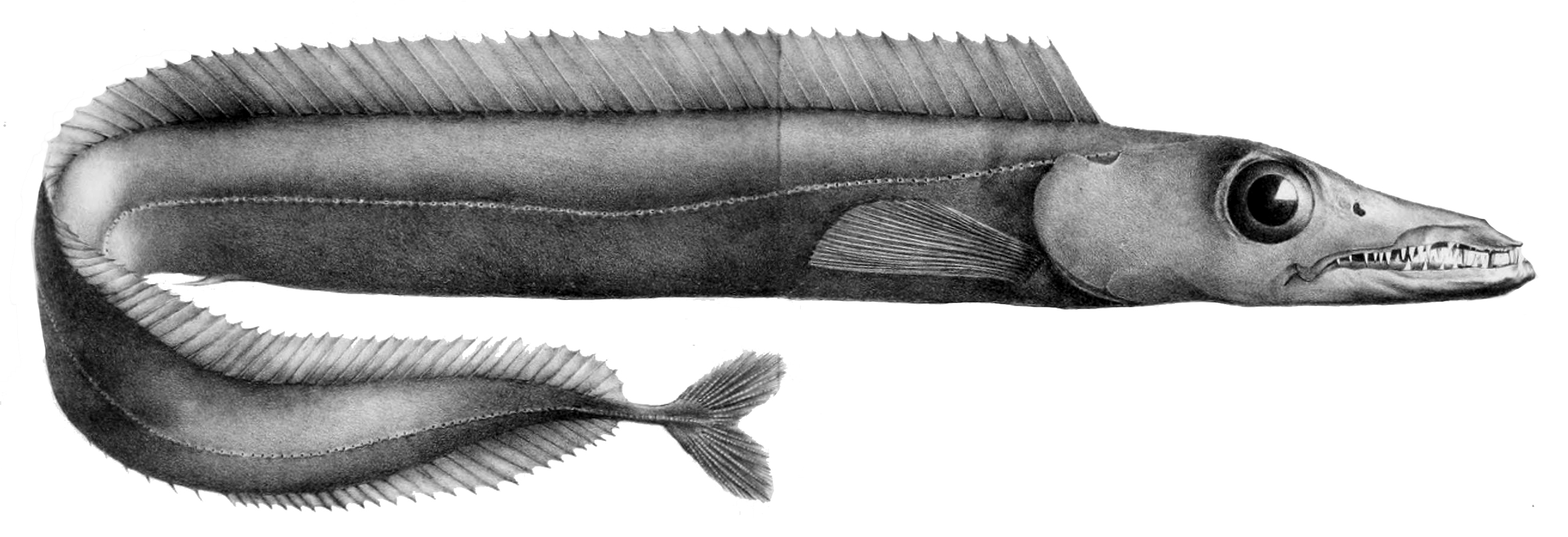
Tkaničnice tmavá (Aphanopus carbo)

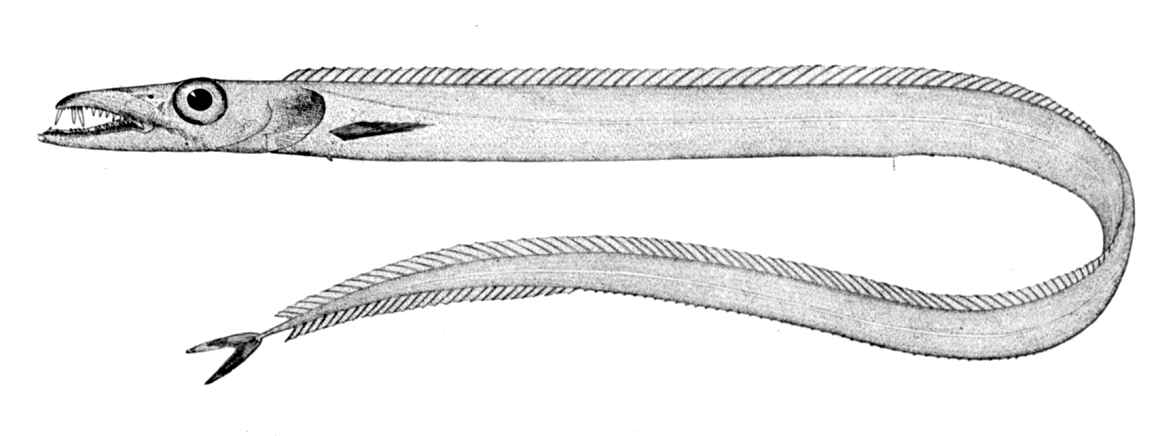
Tkaničnice černoústá (Benthodesmus simonyi)

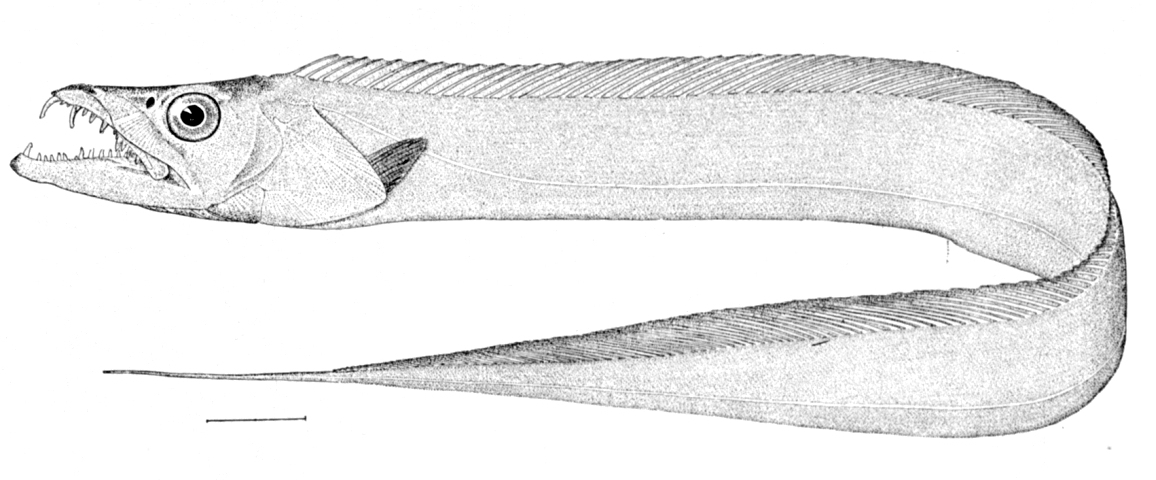
Tkaničnice atlantská (Trichiurus lepturus)

Tkaničnicovití se vyznačují výrazně protaženým a silně zploštělým, ba až stužkovitým tělem (počet obratlů = 98–192). Tkaničnice stříbřitá (Lepidopus caudatus) dosahuje délky až 200 cm. Dolní čelist přesahuje čelist horní, zuby jsou velmi dlouhé, mají až tesákovitou podobu. Tkaničnice se vyznačují velmi dlouhou hřbetní ploutví, jež nese jak obvykle kratší část tvořenou trny, tak obvykle delší část tvořenou měkkými paprsky (u některých druhů mohou být obě části hřbetní ploutve odděleny zářezem). Velké množství trnů mají oproti zbývajícím zástupcům druhy z podčeledi Aphanopodinae. Řitní ploutev nese 2 trny a 56–121 měkkých paprsků. Prsní ploutve bývají posazeny nízko, zatímco břišní ploutve jsou buďto výrazně zmenšené, anebo zcela scházejí. Podobně ocasní ploutev zůstává buďto malá a vidlicovitá, anebo také chybí, jako se tomu děje u podčeledi Trichiurinae.
Tkaničnicovití se vyskytují v mořské i brakické vodě Atlantského, Indického i Tichého oceánu. Známým druhem je tkaničnice atlantská (Trichiurus lepturus), jež se zdržuje v šelfovém moři a zatímco přes den se ukrývá v hlubších vodách, v noci se krmí v mělčích vodách. Tkaničnicovití jsou rychlými plavci, již se mohou sdružovat do hejn. Krmí se dalšími rybami, hlavonožci a korýši, přičemž výjimkou není ani kanibalismus (identifikovaný dokonce i ve fosilním záznamu).

## Význam
Některé druhy, jako tkaničnice atlantská, stříbřitá či tmavá (Aphanopus carbo), představují oblíbené konzumní ryby.